# Sowjetische Badmintonmeisterschaft 1980
Die Sowjetische Badmintonmeisterschaft 1980 fand vom 9. bis zum 14. Februar 1980 in Charkow statt.

## Die Sieger und Platzierten
| Disziplin    | Gold                                   | Silber                             | Bronze                                |
| ------------ | -------------------------------------- | ---------------------------------- | ------------------------------------- |
| Herreneinzel | Anatoli Skripko                        | Viktor Shvachko                    | Konstantin Vavilov                    |
| Dameneinzel  | Svetlana Belyasova                     | Nadezhda Litvincheva               | Irina Melnikova                       |
| Herrendoppel | Konstantin Vavilov Nikolay Peshekhonov | Leonid Pajkin Viktor Samarin       | Sergej Petrov Viktor Shvachko         |
| Damendoppel  | Natalja Maxakova Svetlana Belyasova    | Nadezhda Litvincheva Vera Kosenko  | Tatyana Gordiyenko Viktoria Semenjuta |
| Mixed        | Viktor Shvachko Nadezhda Litvincheva   | Anatoli Skripko Svetlana Belyasova | Leonid Pajkin Vera Kosenko            |